# شعيب عشيران

## الموقع

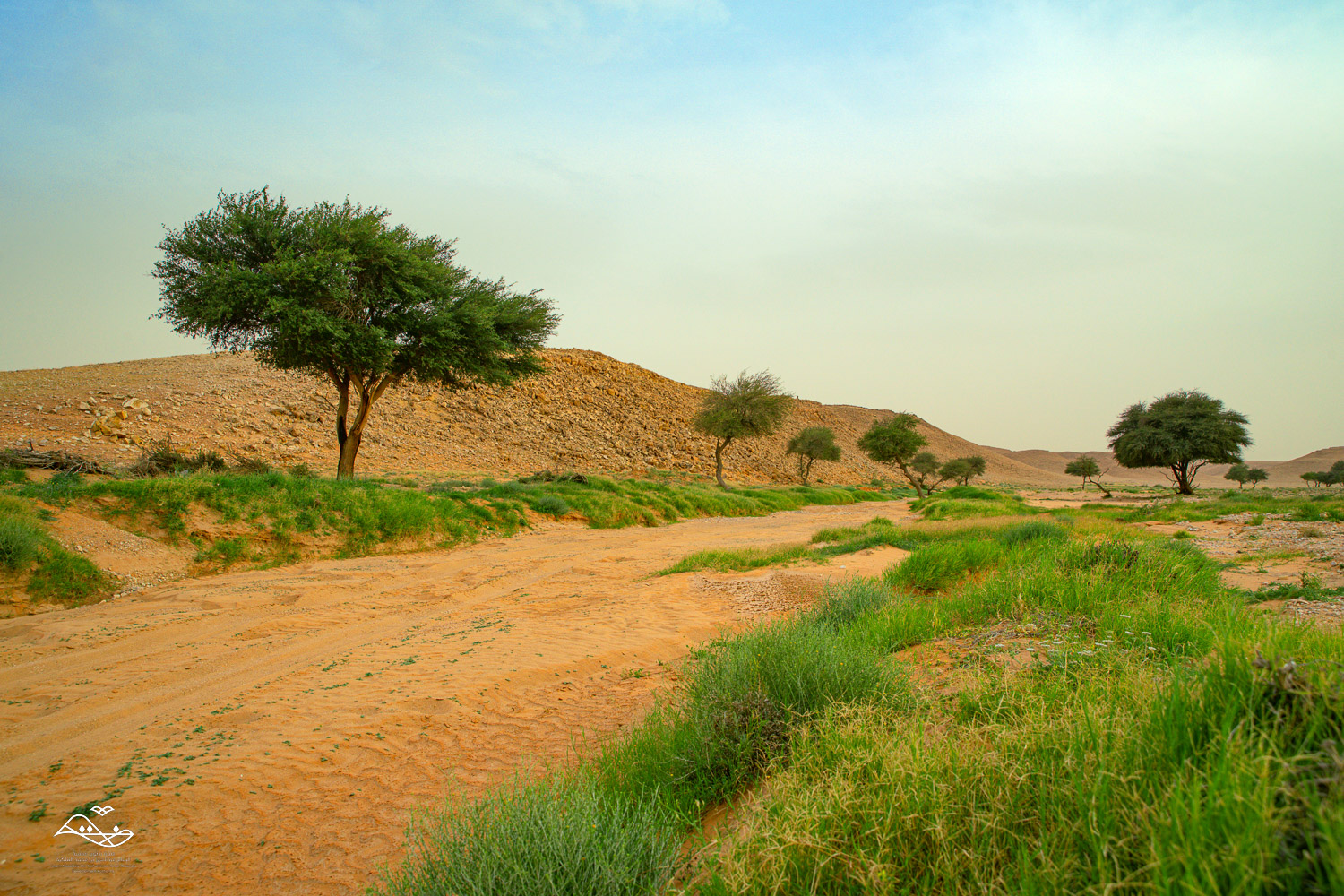

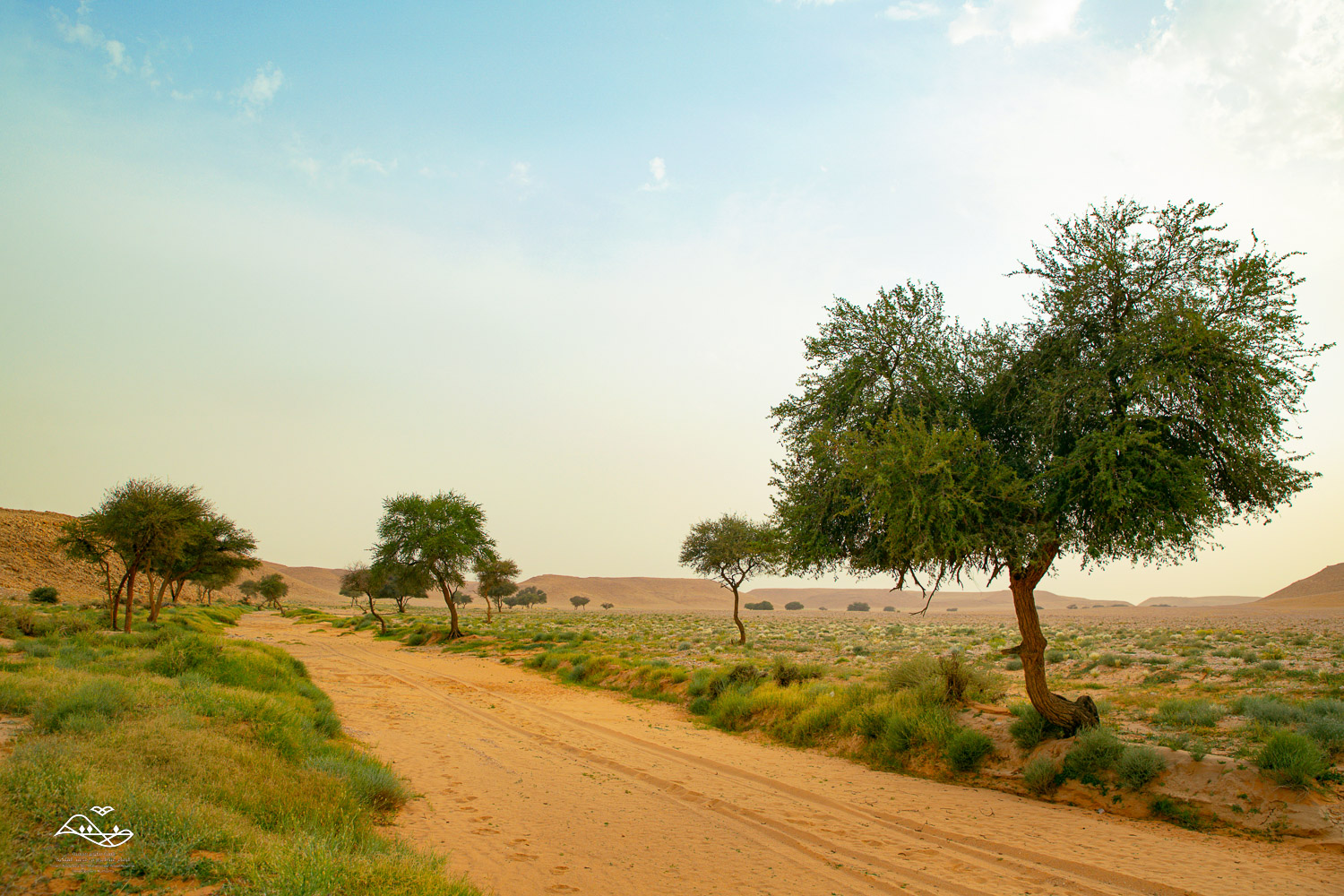

يقع شعيب عشيران ضمن حدود محمية الإمام عبد العزيز بن محمد الملكية، ومن الناحية الإدارية تشكل اراضي حوضه جزء من محافظة رماح في المملكة العربية السعودية. وتبدأ منابع شعيب عشيران عند خط طول 46.848512 درجة شرقا ودائرة عرض 25.286953 درجة شمالا، وذلك من أرض مرتفعة نسبيا تمر فيها خطوط تقسيم المياه لأحواض التصريف المتجاورة، والتي تقع بين حوض وادي قليل الحطب وحوض رافد صغير آخر لوادي جريذي. وبشكل عام يتجه المجرى الرئيسي لشعيب عشيران من الجنوب الغربي نحو الشمال الشرقي، حتى يلتقي مع وادي جريذي عند خط طول 46.961658 درجة شرقا ودائرة عرض 25.317366 درجة شمالا.

## شعيب عشيران
شعيب عشيران هو أحد الروافد العليا لوادي جريذي، حيث يمتد موازيا لوادي جريذي من الشمال، ويصرف حوض شعيب عشيران منطقة جغرافية مستطيلة تمتد من الجنوب الغربي إلى الشمال الشرقي، ويحده من الشمال الغربي حوض وادي قليل الحطب، أحد روافد وادي الثمامة، ويحده من الجنوب الشرقي أحواض روافد صغيرة لوادي جريذي. ويقع شعيب عشيران ضمن حدود محمية الإمام عبد العزيز بن محمد الملكية، ومن الناحية الإدارية تشكل اراضي حوضه جزء من محافظة رماح في المملكة العربية السعودية. وتبدأ منابع شعيب عشيران عند خط طول 46.848512 درجة شرقا ودائرة عرض 25.286953 درجة شمالا، وذلك من أرض مرتفعة نسبيا تمر فيها خطوط تقسيم المياه لأحواض التصريف المتجاورة، والتي تقع بين حوض وادي قليل الحطب وحوض رافد صغير آخر لوادي جريذي. وبشكل عام يتجه المجرى الرئيسي لشعيب عشيران من الجنوب الغربي نحو الشمال الشرقي، حتى يلتقي مع وادي جريذي عند خط طول 46.961658 درجة شرقا ودائرة عرض 25.317366 درجة شمالا. ويبلغ طول مجراه الرئيسي من منبعه إلى أن يلتقي بوادي جريذي حوالي 15كم. ويظهر من صور قوقل ماب أن حوض شعيب عشيران يتكون من أرض تكثر فيها التلال، وأن روافده لها فروع كثيرة وقصيرة وضيقة نسبيا، ويعطي التقاء مجاري المياه في حوضه نمطا شجريا واضحا، حيث تلتقي الفروع بزوايا حادة، ويتضح من الصور أيضا أن المجرى الرئيسي وبعض روافده فيها تعرجات متوسطة الانحناء. ويظهر من الصور أيضا أن الأجزاء السفلى من مجرى شعيب عشيران تحتوي على غدران، والتي تعد من مناهل المياه الموسمية في العرمة لأنها تحتفظ بكميات من مياه السيول في مواسم سقوط الأمطار، ويتبين من الصور أيضا أن الشعيب يتضمن أشجار متفرقة في بطنه وعلى جوانب مجراه، ويكون تركزها أكثر بالقرب من غدران المياه الراكدة في مجرى الوادي.